# Rogfast
Rogfast är arbetsnamnet på en planerad tunnel under havet norr om staden Stavanger i Rogaland fylke i sydvästra Norge.
Tunneln ska bli 25 kilometer lång, fyrfilig, troligen motorväg och gå under Boknafjorden, mellan kommunerna Randaberg och Bokn. Vägen ska bli en del av Europaväg 39. Tunneln kommer att slå världsrekord för vägtunnlar både avseende längd och djup under havet (360 m). Kostnaden beräknas till runt 15 miljarder norska kronor. Byggstart för förberedande arbeten var 2018. Byggstart för själva tunneln har skjutits upp på grund av skenande kostnadsberäkningar och högre anbud från byggföretag än tänkt. Vissa prutningar har skett, och man räknar med byggstart 2021 och att tunneln ska vara klar 2029.
Kostnaden var 2017 beräknad till 16 miljarder norska kronor, men beräknades till 25 miljarder 2019. En stor del av finansieringen ska ske med vägavgifter, som 2017 beslutades till 360 norska kronor, att jämföra med färjans 238 kronor. Vägavgifterna är en fastställd summa, så att fördyringar får staten ta.